# Lanzendorf (Windsbach)

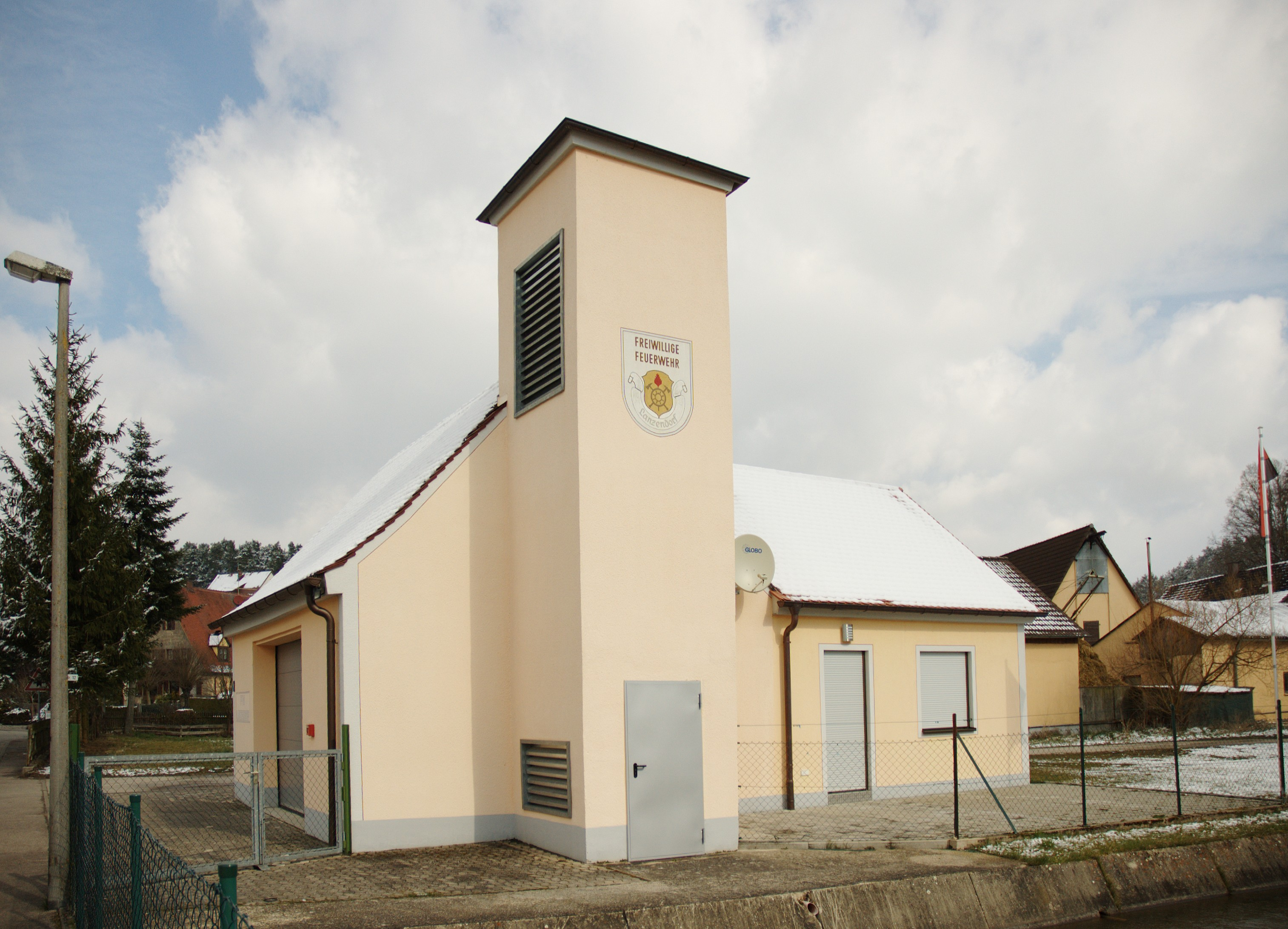
Feuerwehrhaus

Der Hirschtrog

Lanzendorf (fränkisch: Lantsndorf) ist ein Gemeindeteil der Stadt Windsbach im Landkreis Ansbach (Mittelfranken, Bayern). Lanzendorf liegt in der Gemarkung Veitsaurach.

## Geografie
Das Dorf liegt am Lanzenbach, einem linken Zufluss der Aurach. Nordöstlich befindet sich der Dechengraben, 1 km nordöstlich beginnt der Dechenwald. Eine Gemeindeverbindungsstraße führt nach Kitschendorf (1 km nordwestlich) bzw. nach Veitsaurach zur Kreisstraße AN 17 (1,1 km südlich), eine weitere Gemeindeverbindungsstraße führt nach Winterhof (0,4 km südwestlich).

## Geschichte
Der Ort wurde wahrscheinlich vor 800 gegründet, als die Ostfranken mit der Besiedlung des Aurachstal begannen. Mitte des 11. Jahrhunderts waren die Grafen von Abenberg Grundherren. Am 7. März 1296 wurde der Ort als „Lanzendorf“ erstmals in einer Urkunde erwähnt, in der der Verkauf der Burg Abenberg samt seinen Zugehörungen an das Hochstift Eichstätt bestätigt wurde. Das Bestimmungswort des Ortsnamens ist der Personenname Lanzo, eine Kurzform von Lanfried oder Landbold. Im eichstättischen Salbuch, das um 1300 entstanden ist, werden für den Ort 4 Huben verzeichnet. 2 von diesen Huben werden 1405 zertrümmert. Für das Kollegiatstift St. Nikolaus zu Spalt wurde in den Salbüchern von 1380, 1517 und 1549 jeweils eine abgabenpflichtige Untertansfamilie in Lanzendorf angegeben.
Im 16-Punkte-Bericht des Oberamts Windsbach aus dem Jahr 1608 wurden für Lanzendorf 6 Mannschaften verzeichnet: die 3 Höfe und 3 Güter gehörten dem eichstättischen Kastenamt Abenberg. Außerdem gab es ein Gemeindehirtenhaus. Das Hochgericht übte das brandenburg-ansbachische Kasten- und Stadtvogteiamt Windsbach aus.
Während des Dreißigjährigen Kriegs brannte der Ort ab. Sechs Untertansfamilien kamen um. 1653 galt der Ort noch als verödet. Im Eichstätter Salbuch von 1671 wurden für Lanzendorf wieder 6 Untertansfamilien verzeichnet.
Gegen Ende des 18. Jahrhunderts gab es in Lanzendorf 9 Anwesen (2 Höfe, 2 Halbhöfe, 3 Güter, 2 Halbhäuser) und ein Gemeindehirtenhaus. Das Hochgericht übte das brandenburg-ansbachische Kasten- und Stadtvogteiamt Windsbach aus. Die Dorf- und Gemeindeherrschaft und die Grundherrschaft über alle Anwesen hatte das eichstättische Kastenamt Abenberg. Von 1797 bis 1808 unterstand der Ort dem Justiz- und Kammeramt Windsbach. Es gab zu dieser Zeit 8 Untertansfamilien.
Im Rahmen des Gemeindeedikts wurde Lanzendorf dem 1808 gebildeten Steuerdistrikt Bertholdsdorf und der 1810 gegründeten Ruralgemeinde Bertholdsdorf zugeordnet. Mit dem Zweiten Gemeindeedikt (1818) wurde Lanzendorf in die neu gebildete Ruralgemeinde Veitsaurach umgemeindet.
Am 28. März 1893 erhielt Lanzendorf die Erlaubnis, eine Ortskapelle zu errichten. Gebaut wurde sie nicht, stattdessen wurde 1912 ein 3,70 Meter hohes Steinkreuz aufgestellt, das am 6. Mai 1912 geweiht wurde.
Im Jahre 1967 wurde aufgrund der dörflichen Entwicklung eine eigenständige Freiwillige Feuerwehr gegründet.
Am 1. Mai 1978 wurde Lanzendorf im Zuge der Gebietsreform in Bayern in die Gemeinde Stadt eingegliedert.

### Historisches Bildmaterial

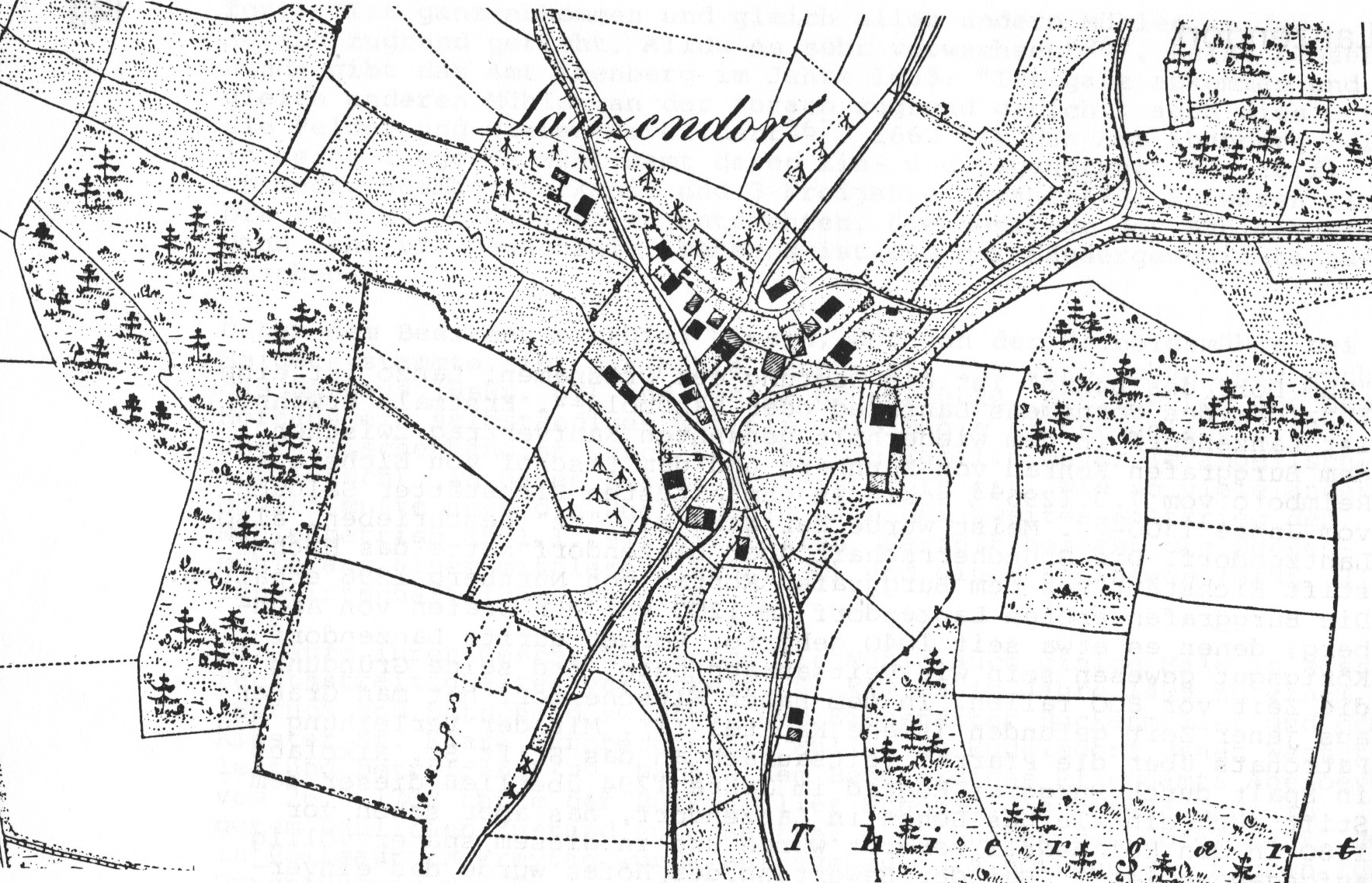
Karte von 1820
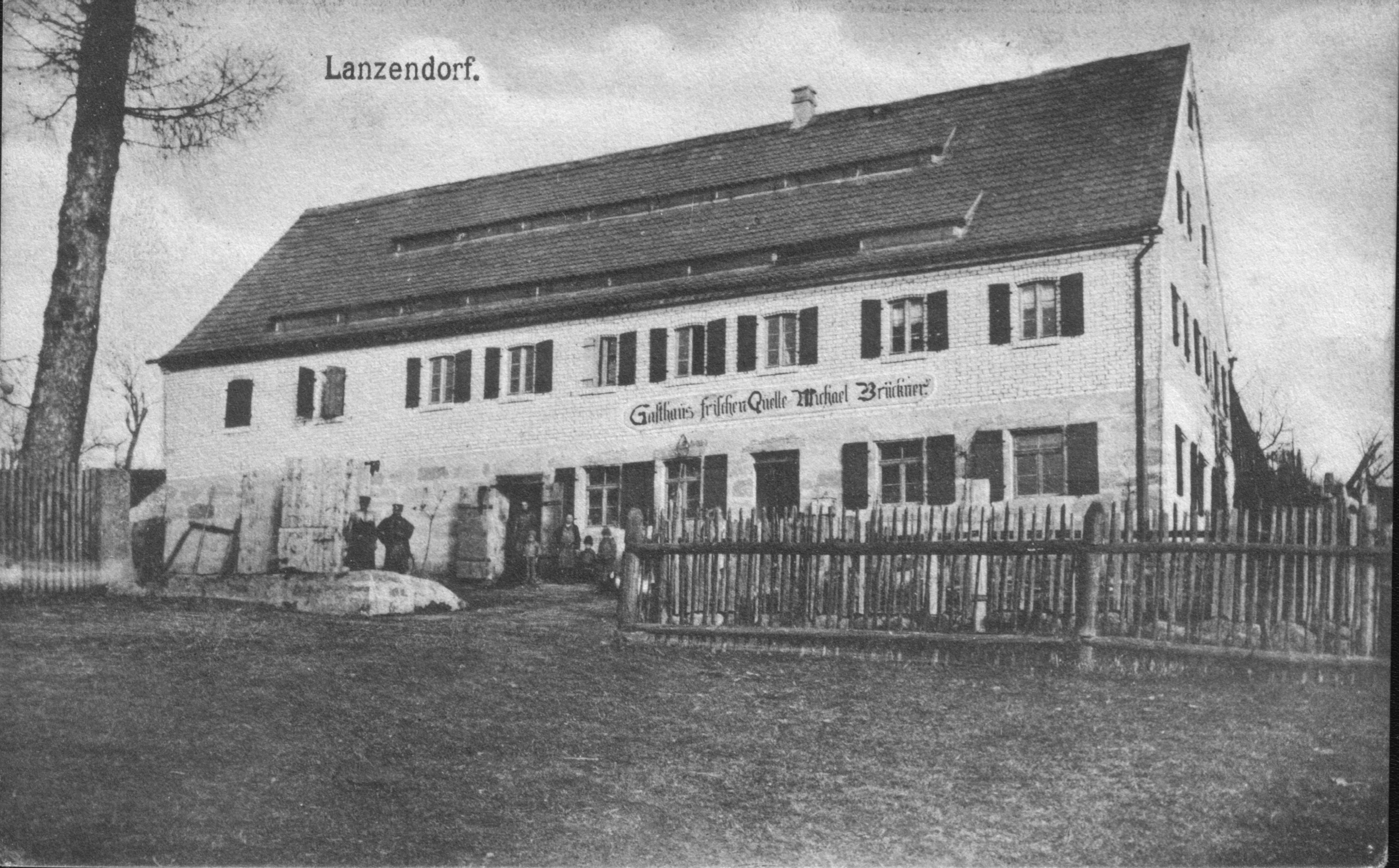
Gasthaus Brückner ca. 1910

### Bau- und Bodendenkmäler
- Etwa einen Kilometer nordöstlich von Lanzendorf (In der Reute) befindet sich ein Gedenkstein, der so genannte Hirschtrog, wohl eigentlich eine Fassung für ein Steinkreuz.[19]
- Eine Siedlung vor- und frühgeschichtlicher Zeitstellung in Richtung Veitsaurach rechts auf der Anhöhe wurde im Luftbild erkannt.

### Einwohnerentwicklung
| Jahr      | 001818 | 001840 | 001861 | 001871 | 001885 | 001900 | 001925 | 001950 | 001961 | 001970 | 001987 |
| Einwohner | 76     | 86     | 114    | 126    | 129    | 119    | 97     | 107    | 100    | 94     | 95     |
| Häuser    | 14     | 14     |        |        | 20     | 19     | 17     | 19     | 18     |        | 25     |
| Quelle    | [ 21 ] | [ 22 ] | [ 23 ] | [ 24 ] | [ 25 ] | [ 26 ] | [ 27 ] | [ 28 ] | [ 29 ] | [ 30 ] | [ 1 ]  |

## Religion
Der Ort ist römisch-katholisch geprägt und nach St. Vitus (Veitsaurach) gepfarrt. Die Einwohner evangelisch-lutherischer Konfession sind nach St. Georg (Bertholdsdorf) gepfarrt.

## Trivia
Wenn die Veitsauracher und Lanzendorfer Schulkinder in Streit gerieten, wurden die Lanzendorfer als Pußter beschimpft. Irgendwie war die Erinnerung wach, dass es in Lanzendorf Nachkommen von Zuwanderern aus der Puszta gab. Johann Bachmann aus Neukirchen heiratete im Jahre 1800 „in Pustis, vulgo Brand“ die Witwe Seger. Auch mit „ihr Polacken“ hat man die Lanzendorfer beschimpft. Das ist wohl darauf zurückzuführen, dass die Alexander aus Turufka in Polen in die Pfarrei Veitsaurach kamen.

## Bilder

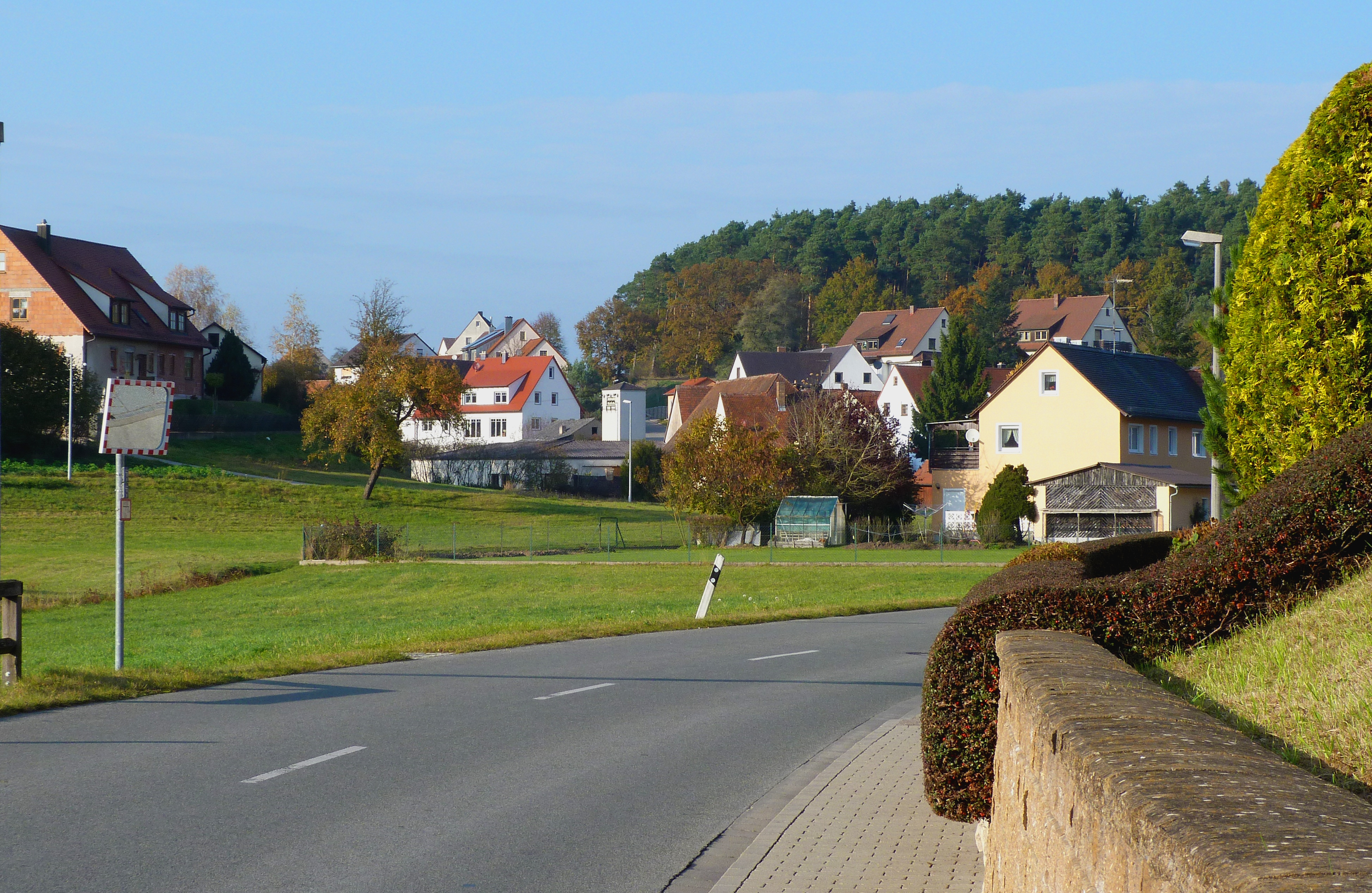
Ortseinfahrt von Veitsaurach kommend
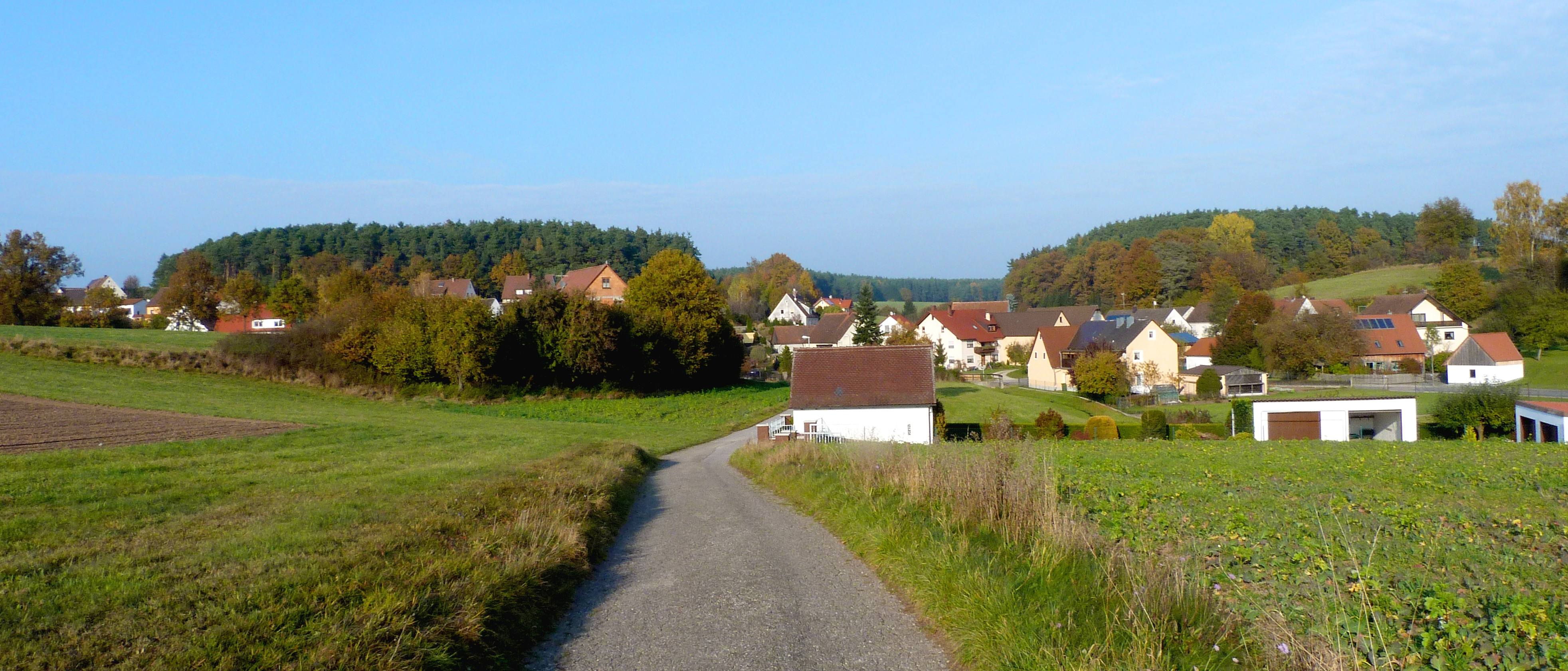
Von Winterhof kommend
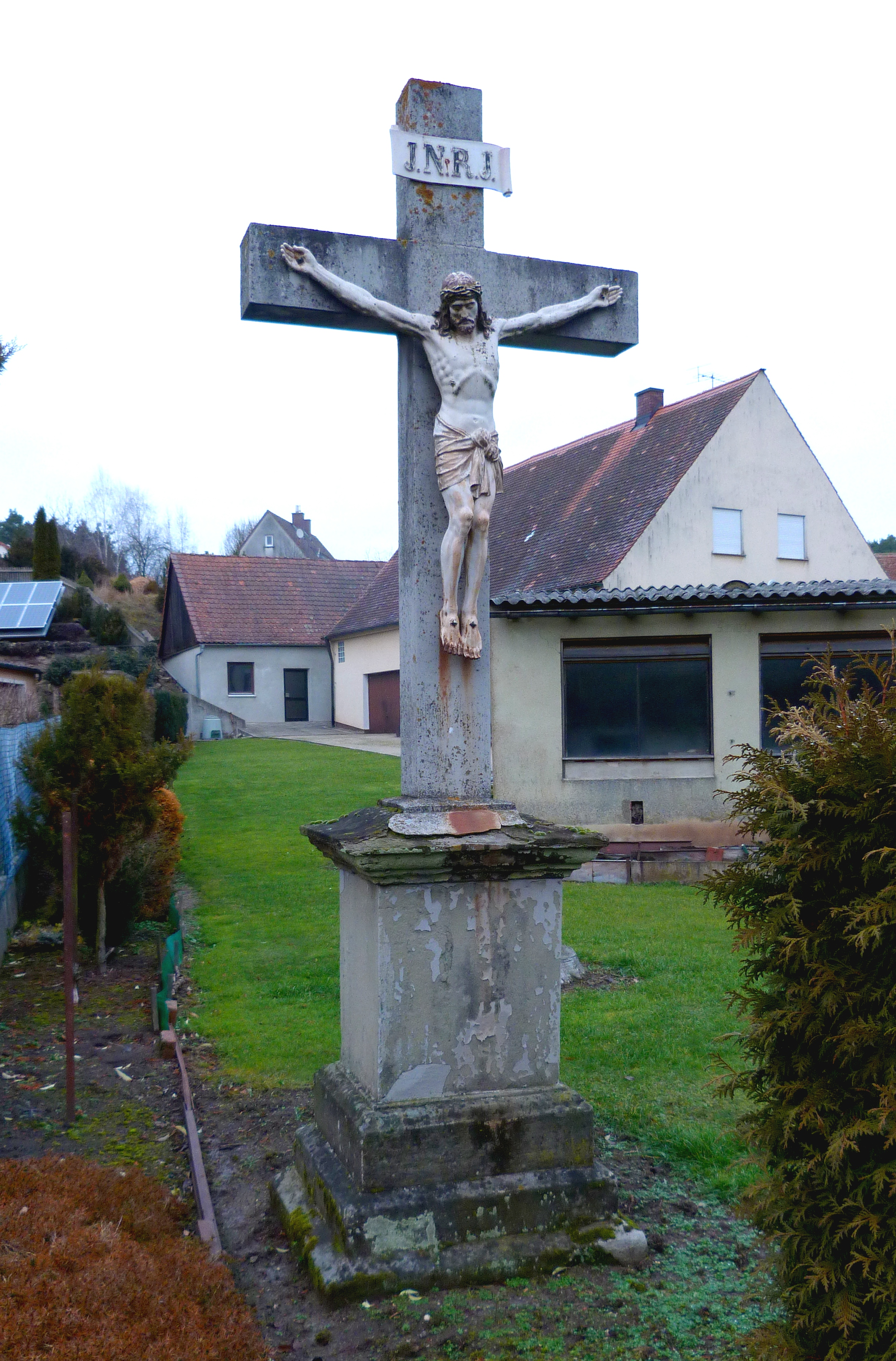
Steinkreuz von 1912
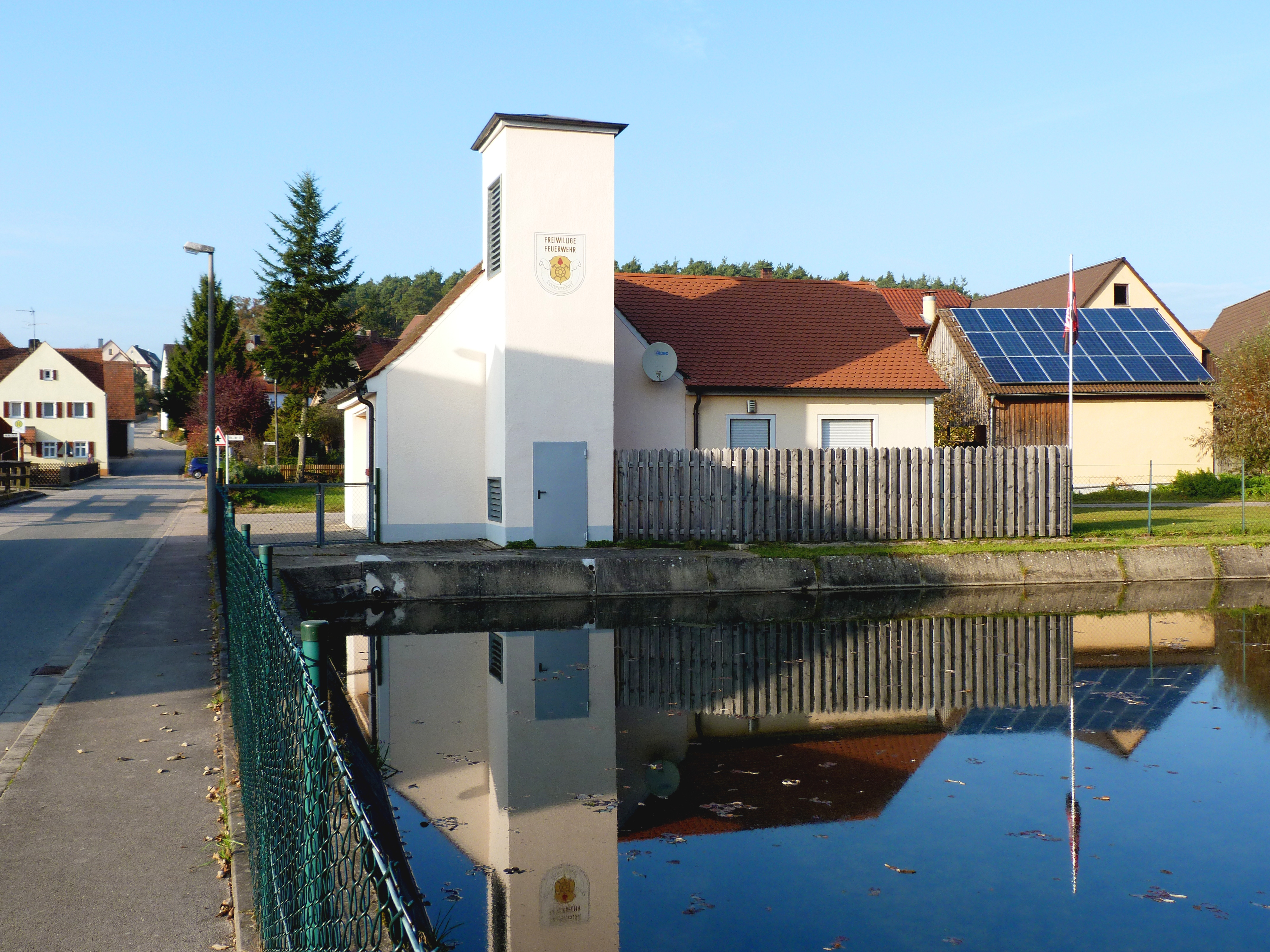
Feuerwehrhaus
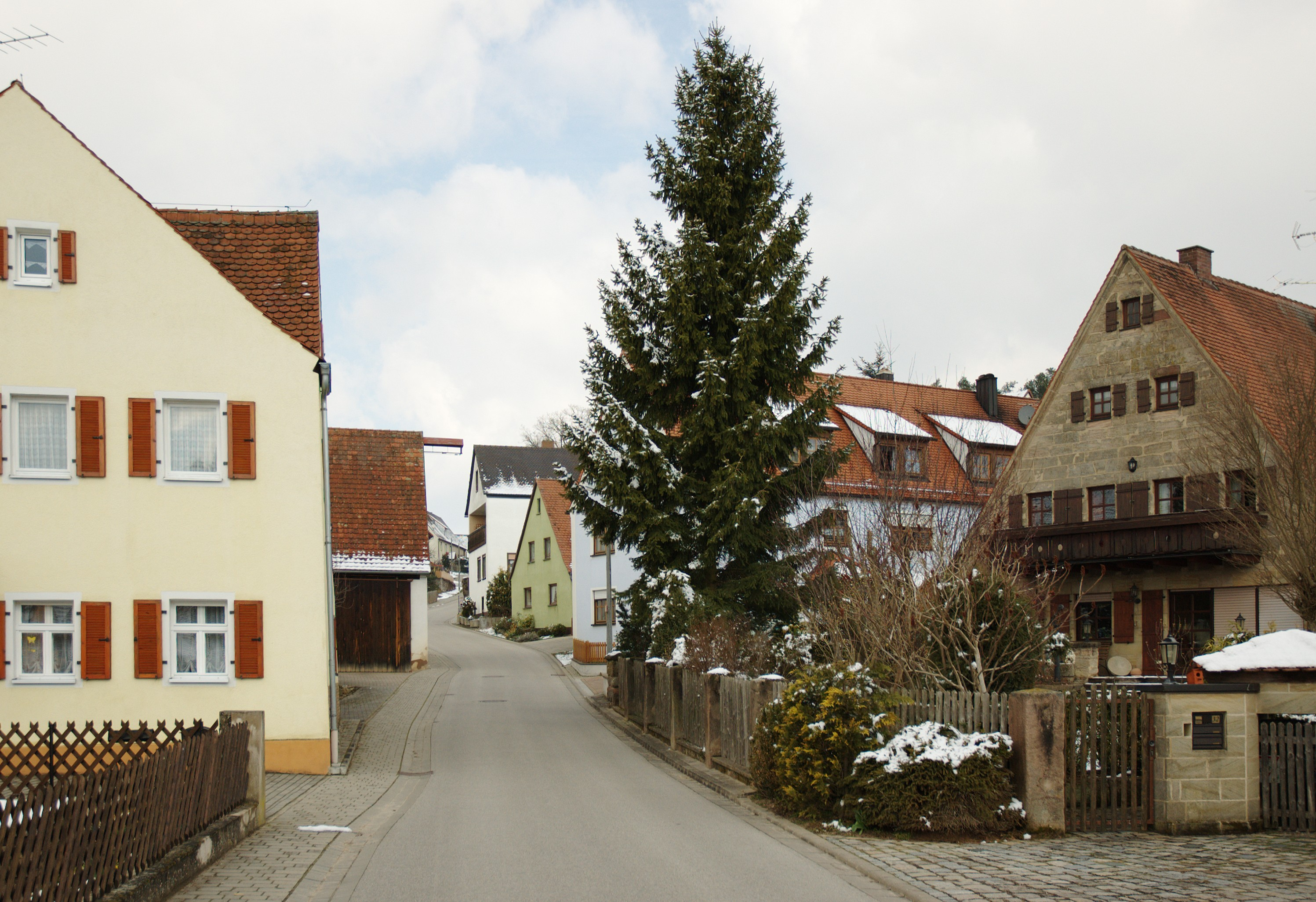
Ortsmitte
Hirtenbrunnen